# مونته‌رونی دآربیا
مونته‌رونی دآربیا (به ایتالیایی: Monteroni d'Arbia) یک کومونه در ایتالیا است که در استان سیه‌نا واقع شده‌است. مونته‌رونی دآربیا ۱۰۵٫۸ کیلومترمربع مساحت و ۷٬۱۶۱ نفر جمعیت دارد و ۱۶۱ متر بالاتر از سطح دریا واقع شده.

## خواهرخوانده
شهرهای Le Crès و Bir Lehlou خواهرخوانده‌های مونته‌رونی دآربیا هستند.